# Joseph Ossai
Joseph Ossai (geboren am 13. April 2000 in Lagos, Nigeria) ist ein nigerianischer American-Football-Spieler auf der Position des Defensive Ends. Er spielt für die Cincinnati Bengals in der National Football League. Zuvor spielte er College Football für Texas und wurde von den Cincinnati Bengals in der dritten Runde im NFL Draft 2021 ausgewählt.

## Frühe Jahre
Ossai wurde in Lagos, Nigeria geboren und zog mit seiner Familie nach Conroe, Texas, als er zehn Jahre alt war. Er besuchte die Oak Ridge High School und spielte dort im Basketball- und Footballteam. Ossai wurde als Vier-Sterne-Rekrut ausgezeichnet und entschied sich College Football für die Texas Longhorns der University of Texas at Austin zu spielen. Zudem bekam er Angebote von Texas A&M, Notre Dame und Oregon.

## College
In seiner ersten Saison bestritt er alle 14 Spiele, von denen er sogar zwei starten durfte. Dabei konnte er als Rotationsspieler in der Defensive Line überzeugen und neben 20 Tackles einen Sack erzielen und einen Fumble verursachen. 2019 steigerte er sich und konnte am Ende der Saison mit 62 Tackles die meisten Tackles seines Teams erzielen. Zusätzlich erzielte er fünf Sacks und konnte beim Spiel gegen Kansas einen Field-Goal-Versuch blocken, sodass die Longhorns das Spiel knapp mit 50:48 gewannen. Bei dem abschließenden Bowl Game, dem Alamo Bowl, konnte er gegen Utah drei Sacks erzielen und wurde zum Defensive MVP gekürt. In der nächsten Saison konnte Ossai seine Leistungen bestätigen. Er konnte 55 Tackles, davon 15,5 für Raumverlust, und fünf Sacks erzielen. Nach der Saison wurde er in das First-Team All-Big 12 gewählt und als Consensus All-American ausgezeichnet. Vor dem abschließenden Bowl Game entschied er sich auf dieses zu verzichten und sich für den NFL Draft anzumelden.

## NFL
Ossai wurde von den Cincinnati Bengals in der dritten Runde mit dem 69. Pick im NFL Draft 2021 ausgewählt. Am 2. Juni 2021 unterschrieb er einen Vierjahresvertrag. Beim zweiten Spiel der Preseason zog er sich eine Verletzung am Meniskus zu und verpasste daraufhin die gesamte Saison, in der die Bengals nach 31 Jahren wieder ein Play-off-Spiel gewinnen konnten und am Ende in den Super Bowl einzogen.
In der Saison 2022 bestritt er alle 16 Spiele (das Spiel gegen die Buffalo Bills in Woche 17 wurde abgebrochen) für sein Franchise sowie alle Postseason-Spiele. Am letzten Spieltag gelang ihm nach einem eroberten Fumble im Spiel gegen die Baltimore Ravens der einzige Defensiv-Touchdown der Bengals in dieser Saison.
Die ersten beiden Partien der Folgesaison verpasste er wegen einer Knöchelverletzung, die er sich im letzten Preseason-Spiel zugezogen hatte. Anschließend bestritt er 14 Saisonspiele, war aber ansonsten kein großer  Faktor in der Defensive der Bengals.
Das änderte sich in der Saison 2024, die die bislang erfolgreichste seiner Karriere wurde. Erstmals lief er in drei Saisonspielen als Starter auf. Er bestritt sämtliche Partien, erzwang zwei Fumbles und konnte seine bisher erzielten Karrierewerte bei Tackles und Sacks mehr als verdoppeln. Für sein Team verlief die Saison dennoch enttäuschend, da die Play-offs wie schon im Vorjahr knapp verpasst wurden.